# Maniho meridionalis
Maniho meridionalis là một loài nhện trong họ Amphinectidae. Loài này phân bố ở New Zealand.